# Apiocera deforma
Apiocera deforma är en tvåvingeart som beskrevs av Norris 1936. Apiocera deforma ingår i släktet Apiocera och familjen Apioceridae. Inga underarter finns listade i Catalogue of Life.